# Neil Hodgson

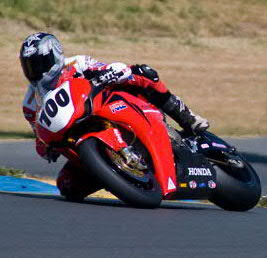
Neil Hodgson, 2008

Neil Hodgson, född 20 november 1973 i Burnley, är en brittisk roadracingförare som blev världsmästare i Superbike 2003.
Hodgson gjorde debut i Grand Prix VM i 125-klassen 1992. Säsongen 1995 gick han upp till 500GP. Hodgson gjorde debut i Superbike-VM år 1996. 2000 blev han brittisk Superbike-mästare. Samma år vann han sitt första VM-heat och blev 12:a i VM. 2001 blev han 5:a i VM, 2002 3:a och 2003 världsmästare efter segrar i 13 av 24 heat. Efter VM-titeln i Superbike gick Hodgson över till MotoGP 2004 där han körde för D'Antin Ducati utan nämnvärd framgång. Han körde därefter i AMA Superbike och de brittiska Superbikemästerskapen där han avslutade karriären 2010.

## Segrar Superbike
| Nr | Bana           | Heat | År   |
| -- | -------------- | ---- | ---- |
| 1  | Donington Park | 2    | 2000 |
| 2  | Brands Hatch   | 2    | 2000 |
| 3  | Donington Park | 1    | 2001 |
| 4  | Valencia       | 1    | 2003 |
| 5  | Valencia       | 2    | 2003 |
| 6  | Phillip Island | 1    | 2003 |
| 7  | Phillip Island | 2    | 2003 |
| 8  | Sugo           | 1    | 2003 |
| 9  | Sugo           | 2    | 2003 |
| 10 | Monza          | 1    | 2003 |
| 11 | Monza          | 2    | 2003 |
| 12 | Oschersleben   | 1    | 2003 |
| 13 | Silverstone    | 1    | 2003 |
| 14 | Silverstone    | 2    | 2003 |
| 15 | Assen          | 2    | 2003 |
| 16 | Magny-Cours    | 2    | 2003 |